# Poliszke
Poliszke (ukrán betűkkel: Поліське, oroszul: Polesszkoje, Полесское) városi jellegű település Ukrajna Kijevi területének Poliszkei járásában. 1934-ig Habne, 1934-től 1957-ig Lazar Kaganovics tiszteletére a Kaganovicsi Pervije (ukránul Kahanovicsi Persi) nevet viselte. 1957-ben kapta ma is használt nevét. 1923–1993 között a Poliszkei járás székhelye volt. Mint település 1999. augusztus 19-én törölték az ukrán közigazgatási nyilvántartásból. Földrajzi koordinátái: é. sz. 51° 14′ 36″, k. h. 29° 23′ 19″51.243333°N 29.388611°E

## Története
Eredeti neve Chabno, a 15. században alapították, első említése 1415-ből származik. 1667-ben Lengyelországhoz került, a 18. század végétől pedig Ukrajna része. 1890-ben a lakosság 80%-a zsidó vallású volt. A település 1957-ben kapta meg jelenlegi nevét. 1981-ben 10 600 fő lakta, a csernobili atomkatasztrófa idején a lakossága 11 300 fő volt, a radioaktív kihullás miatt azonban sokan elhagyni kényszerültek lakásaikat. Hivatalosan 1993-ban csatolták a 30 km-es zónához. Mivel a település sugárszennyezettsége viszonylag csekély mértékű, így jónéhanyan visszaköltöztek.